# Abul-Hasan ibn Junus Safadi
Abul-Hasan Ali ibn Abi Said Abdurahman ibn Ahmed ibn Junus ibn Abdul-Ala rođen je u Egiptu krajem X veka. Svoje grandiozne opservatorijske poduhvate obavljao je pomoću gigantskog bakarnog astrolaba prečnika od oko 10,4 metra.‍:pp. 273.

## Dela
Abul-Hasan je stekao slavu zbog čuvenog horoskopa koji je posvetio ondašnjem kalifu i nazvao ga Velikim horoskopom (az-Zidž al-kabir al-hakim)‍:pp. 273.. Pisanje svog horoskopa završio je 1007. godine. Mnogi istoričari veruju da podaci koje je objavio u tom horoskopu predstavljaju najpotpunije astronomske tablice u istoriji islama. Zbog toga ga neki savremeni istoričari, među kojima je i Džordž Sarton, smatraju najvećim muslimanskim astronomom. Ibn Junus je voleo da kombinuje različite metode iz raznih naučnih disciplina. Rešio je, recimo, neka komplikovana pitanja iz sferne trigonometrije tako što ih je povezao s nekim nebeskim telima. Takođe, bio je među prvim naučnicima koji su precizno analizirali razne modele kretanja klatna. Na osnovu njegovih istraživanja, kasniji muslimanski fizičari upotrebili su mehaničko klatno kako bi napravili precizne časovnike.‍:pp. 1060.
Glavna razlika između njegovih i ranijih astronomskih tabela pokazivala se u urednom istraživačkom sadržaju njegovih opservacija u kojima spominje kako svoje, tako i rezultate istraživanja svojih prethodnika. Takođe ne treba zanemariti činjenicu da je detaljno pisao i o pomračenju Sunca, Meseca i ostalih planeta. Osim toga, svoja astronomska dostignuća ovaj muslimanski istraživač je iskoristio i u juridičke svrhe tako što je napisao epistolu u kojoj precizno određuje vreme kad počinju islamski obredi. Kako je svoje astronomske tabele obrađivao na osnovu preciznih matematičkih funkcija, Ibn Junus je uspeo da definiše Sunčev položaj u toku godine u zapanjujućem broju od preko 10.000 slučajeva. Upravo su zato njegove tabele bile precizne do te mere da su ih u Kairu, čak do XIX veka, ubrajali među izvanredno primenljive tabele.‍:pp. 273.